# Sá (Arcos de Valdevez)
Sá é uma povoação portuguesa do Município de Arcos de Valdevez que foi sede da extinta Freguesia de Sá, freguesia que tinha 2,72 km² de área e 138 habitantes (2011), e, por isso, uma densidade populacional de 50,7 hab/km².
A Freguesia de Sá foi extinta em 2013, no âmbito de uma reforma administrativa nacional, tendo sido agregada às freguesias de Vilela e São Cosme e São Damião, para formar uma nova freguesia denominada União das Freguesias de Vilela, São Cosme e São Damião e Sá com sede em São Cosme e São Damião.

## População
| População da freguesia de Sá | População da freguesia de Sá | População da freguesia de Sá | População da freguesia de Sá | População da freguesia de Sá | População da freguesia de Sá | População da freguesia de Sá | População da freguesia de Sá | População da freguesia de Sá | População da freguesia de Sá | População da freguesia de Sá | População da freguesia de Sá | População da freguesia de Sá | População da freguesia de Sá | População da freguesia de Sá |
| ---------------------------- | ---------------------------- | ---------------------------- | ---------------------------- | ---------------------------- | ---------------------------- | ---------------------------- | ---------------------------- | ---------------------------- | ---------------------------- | ---------------------------- | ---------------------------- | ---------------------------- | ---------------------------- | ---------------------------- |
| 1864                         | 1878                         | 1890                         | 1900                         | 1911                         | 1920                         | 1930                         | 1940                         | 1950                         | 1960                         | 1970                         | 1981                         | 1991                         | 2001                         | 2011                         |
| 286                          | 235                          | 277                          | 249                          | 253                          | 271                          | 234                          | 319                          | 328                          | 327                          | 264                          | 260                          | 217                          | 175                          | 138                          |

| Distribuição da População por Grupos Etários | Distribuição da População por Grupos Etários | Distribuição da População por Grupos Etários | Distribuição da População por Grupos Etários | Distribuição da População por Grupos Etários | Distribuição da População por Grupos Etários | Distribuição da População por Grupos Etários | Distribuição da População por Grupos Etários | Distribuição da População por Grupos Etários | Distribuição da População por Grupos Etários |
| -------------------------------------------- | -------------------------------------------- | -------------------------------------------- | -------------------------------------------- | -------------------------------------------- | -------------------------------------------- | -------------------------------------------- | -------------------------------------------- | -------------------------------------------- | -------------------------------------------- |
| Ano                                          | 0-14 Anos                                    | 15-24 Anos                                   | 25-64 Anos                                   | > 65 Anos                                    |                                              | 0-14 Anos                                    | 15-24 Anos                                   | 25-64 Anos                                   | > 65 Anos                                    |
| 2001                                         | 19                                           | 31                                           | 77                                           | 48                                           |                                              | 10,9%                                        | 17,7%                                        | 44,0%                                        | 27,4%                                        |
| 2011                                         | 5                                            | 10                                           | 72                                           | 51                                           |                                              | 3,6%                                         | 7,2%                                         | 52,2%                                        | 37,0%                                        |

## Associações
- Amigos de Sá - Associação Cultural e Desportiva